# Gmina Kamień Krajeński
Die Gmina Kamień Krajeński ist eine Stadt-und-Land-Gemeinde im Powiat Sępoleński der Woiwodschaft Kujawien-Pommern in Polen. Ihr Sitz ist die gleichnamige Stadt (deutsch Kamin in Westpreußen) mit etwa 2400 Einwohnern.

## Geographie
Die Gemeinde mit einer Fläche von 163,21 km² liegt im Süden des ehemaligen Westpreußen, etwa 15 Kilometer südlich von Chojnice (Konitz) und 50 Kilometer nordwestlich von  Bydgoszcz (Bromberg).

## Gliederung
Die Stadt-und-Land-Gemeinde (gmina miejsko-wiejska) mit etwa 7000 Einwohnern umfasst die namensgebende Stadt und folgende 13 Dörfer mit Schulzenämtern (sołectwa):
| polnischer Name | deutscher Name (1772–1920)          | deutscher Name (1939–1945) |
| --------------- | ----------------------------------- | -------------------------- |
| Dąbrowa         | Dombrowo                            | Eichsiedel                 |
| Dąbrówka        | Damerau                             | Bergdamerau                |
| Duża Cerkwica   | Groß Zirkwitz                       | Großzirkwitz               |
| Jerzmionki      | Harmsdorf                           | Harmsdorf                  |
| Mała Cerkwica   | Klein Zirkwitz                      | Kleinzirkwitz              |
| Niwy            | Blumfelde                           | Blumfelde                  |
| Nowa Wieś       | Neuhof                              | Jakobshöfe                 |
| Obkas           | Obkaß                               | Oberwalden                 |
| Orzełek         | Wordel                              | Wordel                     |
| Płocicz         | Plötzig                             | Plötzig                    |
| Radzim          | Resmin                              | Resmin                     |
| Witkowo         | Wittkau                             | Wittkau                    |
| Zamarte         | Gut Jakobsdorf 1909–1920 Bonstetten | Bonstetten                 |

## Verkehr
Durch Gemeinde und Hauptort verläuft von Nordwesten nach Südosten die Landesstraße DK 25. Ehemalige Bahnhöfe befanden sich in Kamień Krajeński und Obkas an der Bahnstrecke Oleśnica–Chojnice.
Der nächste internationale Flughafen ist der 60 Kilometer südöstlich gelegene Ignacy-Jan-Paderewski-Flughafen Bydgoszcz.